# Jebba Power Station
Jebba Power Station ist ein Wasserkraftwerk in Nigeria. Die Kraftwerksanlage staut den Jebba-Stausee in unmittelbarer Nähe der Stadt Jebba, am Niger River, im Bundesstaat Kwara, auf.

## Die Stauanlage
Das Kraftwerk hat eine Gesamtleistung von 578,4 Megawatt. Die Anlage besteht aus insgesamt sechs Einheiten mit einer Leistung von je 96,4 MW, von denen mit Stand 2008 nur zwei Einheiten funktionsfähig sind. Baubeginn war am 13. April 1985. Inbetriebnahme erfolgte im Jahre 1993. Betreiber ist die „Jebba Hydro Electric Plc“. Der Eigentümer der Anlage ist die staatliche Power Holding Company of Nigeria (kurz: PHCN).

### Technische Daten
Stromerzeugung
- sechs Wasserturbinen Typ: Francis-Turbine mit einem maximalen Durchfluss von 380 m³/s pro Einheit.
- sechs Synchrongeneratoren (Schenkelpolmaschine) Typ: Innenpolbauart mit einer Nennspannung von 16 kV und einer maximalen elektrischen Scheinleistung von 103,5 MVA. Jeder Generator ist mit einem eigenen Maschinentransformator verbunden, welcher die 16 kV Generatorspannung auf 330 kV Hochspannung für die Überlandversorgung des Verbundnetzes in Nigeria transformiert.

## Der Stausee
Der See beginnt nur wenige Kilometer unterhalb des Kainji-Stausees. Er hat eine Länge von etwa 70 Kilometern und eine mittlere Breite von etwa 2–3 Kilometern.